# Bridgeport (Míchigan)
Bridgeport es un lugar designado por el censo (en inglés, census-designated place, CDP) ubicado en el condado de Saginaw, Míchigan, Estados Unidos. Según el censo de 2020, tiene una población de 6517 habitantes.

## Geografía
La localidad está ubicada en las coordenadas 43°22′15″N 83°52′55″O / 43.37083, -83.88194. Según la Oficina del Censo de los Estados Unidos, Bridgeport tiene una superficie total de 21.9 km², de la cual 21.8 km² corresponden a tierra firme y 0.1 km² es agua.

## Demografía
Según el censo de 2020, hay 6517 personas residiendo en Bridgeport. La densidad de población es de 298.9 hab./km². El 52.71% son blancos, el 36.27% son afroamericanos, el 0.52% son amerindios, el 0.44% son asiáticos, el 3.50% son de otras razas y el 7.38% son de una mezcla de razas. Del total de la población, el 11.08% son hispanos o latinos de cualquier raza.